# Antal Dunai

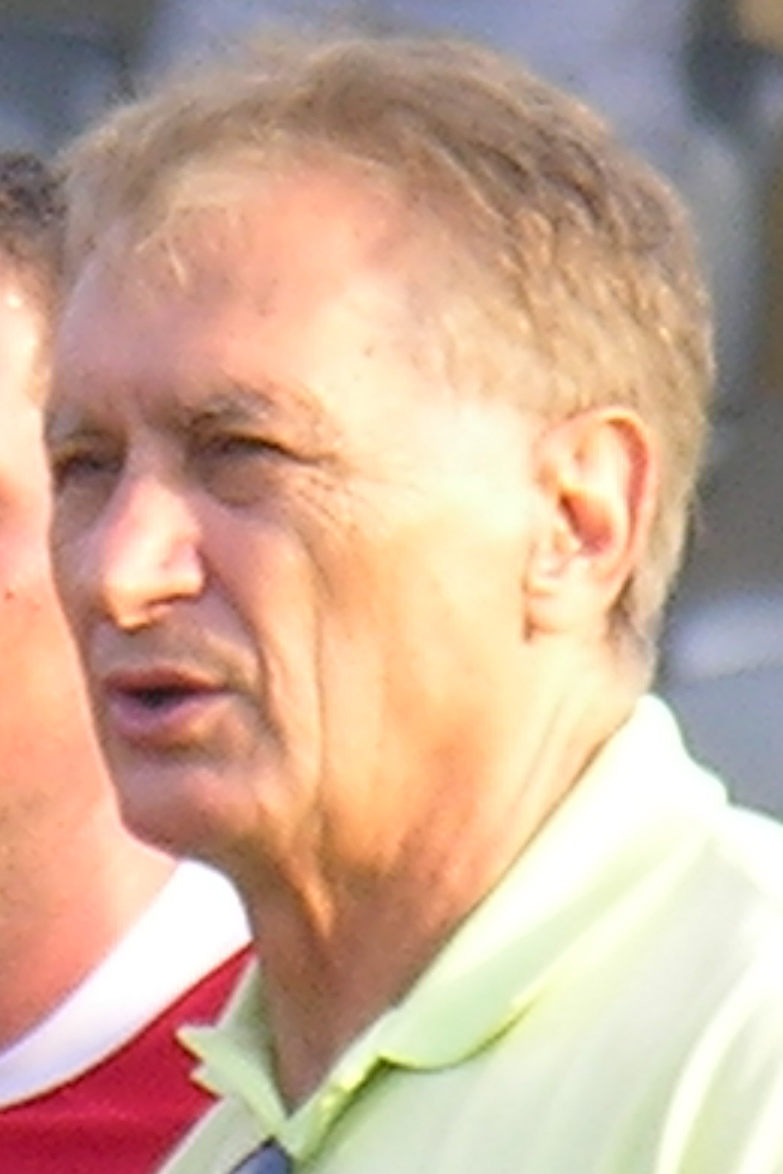
Antal Dunai, 2011

Antal Dunai, auch Antal Dujmov und Dunai II (* 21. März 1943 in Gara, Ungarn) ist ein ehemaliger ungarischer Fußballspieler und -trainer. 

## Vereinskarriere
Dunai begann im Alter von zehn Jahren bei Bajai Bácska Posztó in seiner Heimatstadt mit dem organisierten Fußball und wechselte 1961 zum damaligen Erstligisten Pécsi Dózsa SC, wo er sein Ligadebüt gab und in seiner ersten Saison bereits den sechsten Platz in der Torschützenliste belegte. Auch in den folgenden Jahren gehörte er zu den erfolgreichsten Angreifern der Liga, die Pécser kamen jedoch über Plätze im Mittelfeld der ungarischen Meisterschaft nicht hinaus und so wechselte Dunai im Jahr 1965 zum Újpesti Dózsa SC, wo er neben dem Stürmerstar Ferenc Bene spielte.
1967 konnten die Budapester den Titel des Vizemeisters holen und Dunai wurde mit 36 Toren nicht nur ungarischer Torschützenkönig, sondern auch erfolgreichster Stürmer Europas (die Auszeichnung mit dem goldenen Schuh blieb ihm jedoch verwehrt, da diese erst 1968 eingeführt wurde). Auch im Folgejahr musste sich Újpest dem Ferencvárosi Torna Club knapp geschlagen geben, stellte jedoch mit 102 Toren den besten Angriff der Liga und mit Dunai, Bene und László Fazekas auch die drei erfolgreichsten Torschützen. 1969 konnten die Violetten dann endlich den Meistertitel holen und auch das Finale im Messestädtecup erreichen, wo man an Newcastle United scheiterte.
In den folgenden Jahren war Újpest die dominierende Mannschaft im ungarischen Fußball und holte bis 1975 sieben Meistertitel in Folge sowie drei Cupsiege. 1977 verließ Dunai den Verein und war noch zwei Jahre beim Debreceni Vasutas SC tätig, ehe er 1979/80 noch eine Saison beim unterklassigen Budapester Stadtteilklub Chinoin SC daranhängte. Am Ende erhielt er die Freigabe ins Ausland und spielte 1981 noch ein wenig beim österreichischen Zweitligisten 1. Simmeringer SC.

### Stationen
- 1961–1965: Pécsi Dózsa SC
- 1965–1977: Újpesti Dózsa SC
- 1977–1979: Debreceni Vasutas SC
- 1979–1980: Chinoin SC
- 1981: 1. Simmeringer SC

## Nationalteam
Dunai gehörte zur ungarischen Auswahl, die an den Olympischen Spielen in Mexiko teilnahm und durch einen 4:1-Sieg gegen Bulgarien die Goldmedaille gewann, wobei er in sämtlichen Spielen eingesetzt wurde und dabei sechs Tore erzielte. 
Seinen ersten Einsatz im Nationalteam in einem offiziellen Länderspiel hatte Dunai im Mai 1969 gegen die Tschechoslowakei, wo ihm auch sofort ein Tor gelang. In den folgenden Jahren gehörte er zur Stammaufstellung der Nationalmannschaft und trat auch regelmäßig als Torschütze in Erscheinung.
1972 nahm er wieder mit den Ungarn an den Olympischen Spielen teil und erreichte abermals das Finale, wo die Magyaren diesmal aber an der polnischen Fußballnationalmannschaft scheiterte. Wieder kam Dunai in allen Spielen zum Einsatz und erzielte sieben Tore, womit er in der Torschützenliste hinter der polnischen Legende Kazimierz Deyna und gleichauf mit Joachim Streich aus der DDR den zweiten Platz einnahm.
Sein letztes Spiel für Ungarn bestritt er 1973 gegen die DDR. Insgesamt kam er auf 31 Einsätze und neun Tore.

## Trainerkarriere
Nachdem er bei Újpest im Nachwuchsbereich tätig gewesen war, begann Dunai seine Trainerlaufbahn in Spanien, wo er in den 1980er-Jahren Deportivo Xerez, Betis Sevilla, CD Castellón, Real Murcia und UD Levante betreute. Zwischen seinen spanischen Stationen war er einmal auch als Trainer beim Zalaegerszegi TE FC in der Heimat tätig. 1991 kehrte er schließlich nach Ungarn zurück und trainierte den Veszprémi SE, ehe er die ungarische Olympiaauswahl übernahm und 1996 zu den Olympischen Spielen nach Atlanta führte, wo man jedoch punktelos in der Gruppenphase ausschied.
Nach einer weiteren Trainertätigkeit bei Debrecen war er beim ungarischen Verband für die Nachwuchsmannschaften zuständig und hatte gleichzeitig einen führenden Posten im Sportministerium inne. 2006 wurde er Vizepräsident des ungarischen Fußballverbandes, zuständig für technische Belange. Weiters ist er Mitglied des technisch-wissenschaftlichen Komitees des ungarischen NOC.

### Stationen
- 1978 bis 1979: Újpest Budapest
- 1981 bis 1982: Deportivo Xerez
- 1982: Betis Sevilla
- 1983 bis 1985: CD Castellón
- 1986: Zalaegerszegi TE
- 1987: Real Murcia
- 1987 bis 1988: Real Murcia
- 1990 bis 1991: UD Levante
- 1991: Veszprémi SE
- 1996 bis 1997: Debreceni VSC

## Erfolge
- Olympiasieger: 1964 (ohne Einsatz), 1968
- Olympiazweiter: 1972
- 7 × Ungarischer Meister: 1969, 1970, 1971, 1972, 1973, 1974, 1975
- 3 × Ungarischer Cupsieger: 1969, 1971, 1975
- 3 × Torschützenkönig Ungarn: 1967, 1968, 1970
- 1 × Torschützenkönig Messestädtecup: 1969 (9 Tore)
- 1 v Torschützenkönig Europacup der Landesmeister: 1972 (5 Tore)
- Gewinner des silbernen Schuhs: 1968
- Gewinner des bronzenen Schuhs: 1969
- Messestädtecup: Finale 1969
- Europacup der Landesmeister: Halbfinale 1974
- 31 Spiele und neun Tore für die ungarische Fußballnationalmannschaft